# تسوباسا نيشيد
تسوباسا نيشيد (باليابانية: 西田 翼) (26 يونيو 1990 في فوكوكا في اليابان – )؛ هو لاعب كرة قدم كان يلعب كمدافع.

## وصلات خارجية
- تسوباسا نيشيد على موقع رابطة كرة القدم اليابانية للمحترفين (اليابانية)